# 且介亭杂文二集
《且介亭杂文二集》是鲁迅的一部杂文集，收录了鲁迅在1935年所写的杂文四十八篇。包括《隐士》，《漫画而又漫画》，《人生识字胡涂始》，《论“人言可畏”》，《再论“文人相轻”》，《名人和名言》，《逃名》，《陀思妥夫斯基的事》，《论新文字》等。